# Gens Annia
Die gens Annia war eine römische plebejische Familie (gens), die das Gentilnomen Annius führte und seit dem 4. Jahrhundert v. Chr. belegt ist. Sie war ursprünglich latinischer Herkunft, ihr Name ist jedoch auch bei den Etruskern und Oskern belegt. Frühester belegter Vertreter ist Lucius Annius, der 340 v. Chr. Prätor (im Sinne von „Anführer“, nicht zu verwechseln mit dem gleichnamigen Amt des cursus honorum) des Latinischen Bunds war und von den Römern die rechtliche Gleichstellung der Latiner forderte.
Ab dem 2. Jahrhundert v. Chr. trat das Geschlecht verstärkt politisch in Erscheinung; die Familie der Annii Lusci brachte zwei Konsuln hervor. In der Kaiserzeit war die gens Annia weit verbreitet und bildeten verschiedene Familienzweige. In republikanischer Zeit stechen die Familien mit den Cognomen Asellus, Bellienus, Luscus und Milo hervor, in kaiserlicher Zeit jene mit den Cognomen Bassus, Gallus, Libo, Pollio, Rufus und Verus.
Die beiden Kaiser Mark Aurel und Florianus entstammen dem Geschlecht. Die Via Annia ist nach ihnen benannt.

## Bedeutende Vertreter
- Annius Rufus, dritter Präfekt Roms in Judäa von 12 bis 15
- Annius Vinicianus, römischer Suffektkonsul um 66
- Appius Annius Atilius Bradua, römischer Konsul 160
- Appius Annius Gallus (Konsul 67), römischer Politiker und Senator
- Appius Annius Gallus (Konsul im 2. Jahrhundert), römischer Politiker und Senator, Konsul 139/140
- Appius Annius Trebonius Gallus, römischer Konsul 108
- Gaius Annius (Prätor), römischer Politiker und Feldherr, 2. und 1. Jahrhundert v. Chr.
- Gaius Annius Flavianus (Eques), Angehöriger des römischen Ritterstandes, 2. Jahrhundert
- Gaius Annius Flavianus (Veteran), Veteran der Legio XXX Ulpia Victrix, 2. und 3. Jahrhundert
- Gaius Annius Pollio (Konsul), römischer Suffektkonsul 21/22
- Gaius Annius Pollio (Senator), römischer Politiker, eventuell Münzmeister 9, möglicherweise Vater des Suffektkonsuls von 21/22
- Gaius Annius Titianus, römischer Offizier, 2. Jahrhundert
- Lucius Annius (Latiner), Prätor des latinischen Bundes, forderte 340 v. Chr. die rechtliche Gleichstellung der Latiner
- Lucius Annius (Senator), römischer Senator, wurde 307 v. Chr. von den Zensoren seines Amtes enthoben
- Lucius Annius Arrianus, römischer Konsul 243
- Lucius Annius Bassus, römischer Suffektkonsul 71
- Lucius Annius Bellienus, römischer Prätor 105 v. Chr.
- Lucius Annius Fabianus (Konsul 141), römischer Suffektkonsul
- Lucius Annius Fabianus (Konsul 201), römischer Konsul
- Lucius Annius Italicus Honoratus, römischer Suffektkonsul um 220
- Lucius Annius Largus (Konsul 109), römischer Suffektkonsul
- Lucius Annius Largus (Konsul 147), römischer Konsul
- Lucius Annius Maximus, römischer Konsul 207
- Lucius Cornelius Pusio Annius Messalla, römischer Suffektkonsul 90
- Marcus Annius (Prätor), römischer Politiker, 3. Jahrhundert v. Chr.
- Marcus Annius (Quästor), römischer Politiker und Feldherr, besiegte 119 v. Chr. die Kelten in Makedonien
- Marcus Annius Afrinus, römischer Suffektkonsul 66
- Marcus Annius Flavius Libo, römischer Konsul 204
- Marcus Annius Florianus, römischer Kaiser, gestorben im September 276 bei Tarsus
- Marcus Annius Libo (Konsul), römischer Konsul 128
- Marcus Annius Libo (Suffektkonsul) († um 163), römischer Suffektkonsul 161
- Marcus Annius Libo, vermutlich ein Sohn des Suffektkonsuls von 161 und Vater des Marcus Annius Flavius Libo, Konsul des Jahres 204
- Marcus Annius Martialis, römischer Centurio, 1. und 2. Jahrhundert
- Marcus Annius Verus (Konsul) († nach 135), römischer Politiker, Großvater von Mark Aurel
- Marcus Annius Verus (Vater Mark Aurels) († um 124), römischer Prätor
- Marcus Annius Verus Caesar (162–169), Sohn von Mark Aurel, siehe Annius Verus Caesar
- Publius Annius Florus, römischer Historiker, Dichter und Rhetor, 2. Jahrhundert
- Quintus Annius Maximus, römischer Statthalter 114
- Titus Annius Cimber, römischer Prätor 44 v. Chr.
- Titus Annius Luscus (Gesandter), römischer Senator, 2. Jahrhundert v. Chr.
- Titus Annius Luscus (Konsul), römischer Konsul 153 v. Chr.
- Titus Annius Milo († 48 v. Chr.), römischer Prätor 55 v. Chr., adoptiert von einem Titus Annius Luscus
- Titus Annius Rufus, römischer Konsul 128 v. Chr.

### Träger des Cognomen
- Gaius Mansuetus Annius, antiker römischer Toreut, 1. Jahrhundert